# Enemy of the State (C-Bo)
Enemy of the State è il sesto album in studio del rapper statunitense C-Bo, pubblicato il 25 luglio 2000 dalla West Coast Mafia e Warlock Records.

## Tracce
1. Enemy of the State – 4:46 (Shawn Thomas, Ricardo Thomas)
2. Crippin' (feat. Daz Dillinger) – 5:14 (Shawn Thomas, Michael George Dean)
3. Death Rider'z – 4:08 (Shawn Thomas, Hayward Ivy)
4. Paper Made – 3:34 (Shawn Thomas, Mike Mosley)
5. Get the Money – 3:47 (Shawn Thomas, Hayward Ivy)
6. 9.6 (feat. Killa Tay) – 4:39 (Shawm Thomas, C. Lewis, Joseph Tom)
7. It's War (feat. Lil' Keke e Yukmouth) – 3:54 (Shawn Thomas, Michael George Dean)
8. Forever Thugin' (feat. Dotty) – 3:55 (Shawn Thomas, Fred Byrdwell)
9. Ride Til' We Die (feat. WC) – 3:49 (Shawn Thomas, William Calhoun, Bryan Dobbs)
10. Nothin' Over My G's (feat. JT the Bigga Figga e Killa Tay) – 3:49 (Shawn Thomas, Joseph Thompson, C. Lewis)
11. Spray Yourself (feat. Yukmouth) – 4:35 (Shawn Thomas, Jerold Ellis, R. Thomas)
12. C and the Mac (feat. CJ Mac) – 3:26 (Shawn Thomas, Bryan Ross, Bryan Dobbs)
13. Picture Me Ballin' – 3:19 (Shawn Thomas, Michael George Dean)
14. Born Killaz (feat. Mob Figaz) – 3:34 (Shawn Thomas, Leroy Williams)
15. Pimpin' and Jackin' (feat. Too Short) – 4:19 (Shawn Thomas, Todd Shaw, Scott Roberts, B. Davis)
16. Tycoon – 3:57 (Shawn Thomas, Mike Mosley)
17. No Surrender, No Retreat (feat. Mob Figaz) – 4:20 (Shawn Thomas, Mike Mosley)
18. Here We Come, Boy! – 4:45 (Shawn Thomas, Michael George Dean)

## Classifiche
| Classifica (2000) | Posizione massima |
| ----------------- | ----------------- |
| Stati Uniti       | 91                |